# Psych
Psych este un serial de televiziune genul comedie-dramă creat de Steve Franks și difuzat în USA Network cu redifuzări pe ION Television. Serialul îl portretizează pe James Roday în rolul lui Shawn Spencer, un tânăr consultant în domeniul crimei pentru Departamentul de Poliție Santa Barbara ale cărui „abilități de observație crescute” și o memorie eidetică impresionantă îi permit să convingă oamenii că rezolvă cazurile cu abilități psihice. Showul îl conține și pe Dulé Hill, cel mai bun prieten al lui Shawn și partenerul reticent, dar inteligent Burton „Gus” Guster, precum și Corbin Bernsen ca tatăl lui Shawn, Henry, fost ofițer al departamentului de poliție Santa Barbara.
Psych a debutat vineri, 7 iulie 2006, imediat după premiera celui de-al cincilea sezon al serialului Monk, și a continuat să fie asociat cu seria până la terminarea acesteia la 04 decembrie 2009. În cel de- al doilea sezon, a fost adăugat în serial un segment animat intitulat „Marile aventuri ale micilor Shawn și Gus”. Psych a fost cea mai bine cotată premieră americană de televiziune prin cablu din 2006. USA Network a reînnoit serialul pentru un al optulea sezon pe 19 decembrie 2012, pentru a include opt episoade și a comandat încă două episoade pe 25 iunie 2013, aducând numărul episoadelor la zece. În 5 februarie 2014, USA Network a confirmat că cel de-al optulea sezon al lui Psych va fi ultimul, finalul serialului urmând să fie difuzat pe 26 martie 2014.
Spectacolul a dezvoltat un grup de fani dedicați, mai ales în anii de după difuzarea lui, aceștia fiind numiți „PsychOs”. Psych: The Movie, un film TV de două ore, difuzat pe USA Network pe 7 decembrie 2017. Speranța lui Frank este să mai facă încă cinci filme Psych, după Psych: The Movie. Pe 14 februarie 2019, a fost anunțat că i s-a dat undă verde filmului Psych: The Movie 2 și că toată distribuția principală va reveni pentru filmul TV, care urma să aibă premiera la sfârșitul lui 2019, dar premiera acestuia a fost ulterior amânată până în 2020, cu filmul redenumit Psych 2: Lassie Come Home. Filmul va fi difuzat pe noul serviciu de streaming NBCUniversal, Peacock,după lansarea acestuia.
Majoritatea episoadelor încep cu o deschidere rece (episodul începe fără prezentarea distribuției și anunțurile tradiționale) sub forma unui flashback către copilăria lui Shawn și Gus. De obicei, flashback-urile implică învățarea de către tineri o lecție predată de Henry Spencer (tatăl lui Shawn) (Corbin Bernsen) în tinerețe, care dorește ca fiul său să îi calce pe urme și să devină un ofițer al legii. Aceste lecții joacă adesea un rol pentru punctul culminant al episodului. În copilărie, Shawn a fost învățat de Henry să-și perfecționeze abilitățile de observare și deducere, folosind deseori jocuri și provocări pentru a-l testa. Fiecare flashback stabilește, de asemenea, tema pentru episod. 
Shawn devine cunoscut inițial ca un medium după ce a dat ponturi pentru zeci de crime abordate la știri, ajutând astfel poliția să închidă cazurile, însă lumea devine suspiciosă de cunoștințele sale. Poliția teoretizează că astfel de cunoștințe ar putea veni doar din „interior” și decid să-l aresteze ca suspect. Pentru a evita să fie trimis la închisoare, Shawn folosește abilitățile sale de observație pentru a convinge poliția că este medium. Șeful interimar al poliției îl avertizează pe Shawn că, dacă „puterile” sale sunt false, el va fi urmărit penal. Fără altă opțiune decât să păstreze actul și, dovedindu-se un ajutor eficient poliției în soluționarea infracțiunilor, el înființează o agenție de detectivi clarvăzători numită Psych, și devine un consultant extern al poliției. Pretinzând că are puteri psihice îi permite să se implice într-un comportament ciudat și comic, în timp ce transformă indicii reale în viziuni și vizitări din lumea cealaltă. Îi place să-și tachineze constant prietenul de-o viață, Burton Guster (Gus), un reprezentant al vânzărilor farmaceutice, în timp ce se deplasează într-un Toyota Echo albastru, supranumit „Afina” („The Bluberry”) rezolvând infracțiunile. 
Detectivul-șef Carlton Lassiter (Timothy Omundson), poreclit jucăuș „Lassie” de Shawn și Gus, respectă în liniște abilitățile de rezolvare a criminalității ale lui Shawn, dar se îndoiește de abilitățile sale psihice și este constant exasperat și/sau înfuriat de năzbâtiile sale. Totuși, detectivul junior Juliet „Jules” O'Hara (Maggie Lawson) și șeful Vick (Kirsten Nelson) sunt mult mai puțin antagoniste - cu O'Hara care exprimă credința în abilitățile lui Shawn, în timp ce Vick păstrează tăcerea despre acest subiect - și este, de obicei, dispus să îi ofere lui Shawn libertatea de care are nevoie pentru a rezolva cazurile. Henry și Shawn au o relație dificilă dar, în ciuda acestui fapt, Henry îl ajută pe Shawn în diferite ocazii.

## Personaje

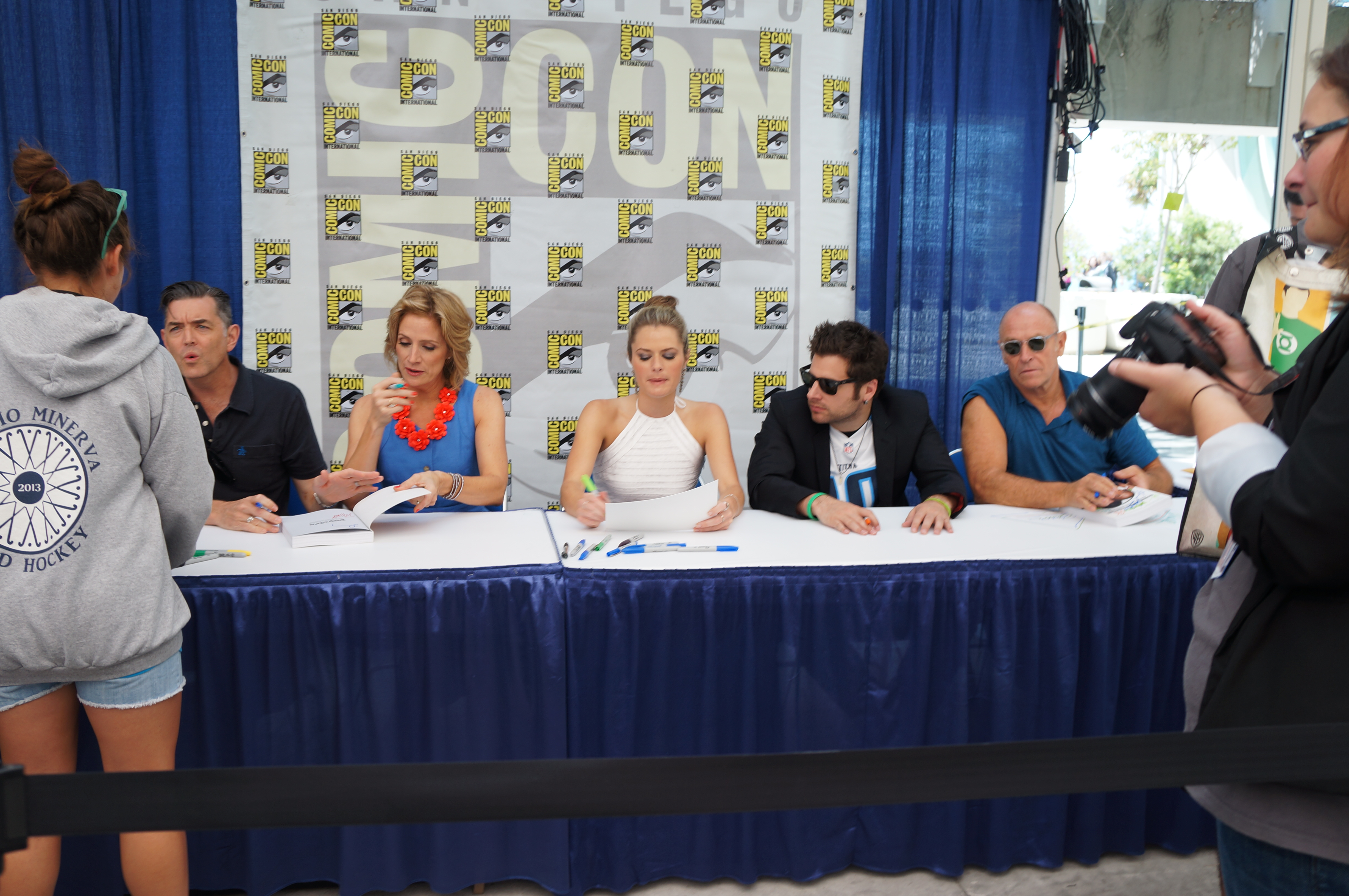
Actorii caracterelor principale

### Principale
- Shawn Spencer (James Roday) este un consultant independent la Departamentul de Poliție Santa Barbara care se preface că este medium.
- Burton „Gus” Guster (Dulé Hill) este cel mai bun prieten și partener de afaceri al lui Shawn.
- Carlton „Lassie” Lassiter (Timothy Omundson) este detectivul-șef pentru Departamentul de Poliție Santa Barbara.
- Juliet „Jules” O'Hara (Maggie Lawson) este un detectiv junior pentru Departamentul de Poliție din Santa Barbara.
- Karen Vick (Kirsten Nelson) este șefa SBPD.
- Henry Spencer (Corbin Bernsen) este tatăl strict și precis al lui Shawn și un fost sergent de poliție.

### Secundare
- Tânărul Shawn (sezoanele 1–5: Liam James; sezoanele 5-6: Skyler Gisondo) este versiunea tânără a lui Shawn Spencer.
- Tânărul Gus (Carlos McCullers II) este versiunea tânără a lui Burton „Gus” Guster.
- Buzz McNab (Sage Brocklebank) este un polițist naiv, dar drăgălaș, care le oferă adesea lui Shawn și Gus indicii.
- Madeleine Spencer (Cybill Shepherd) este un psiholog al poliției, care în același timp este și mama lui Shawn și fosta soție a lui Henry.
- Abigail Lytar (Rachael Leigh Cook) este fata de care îî plăcea lui Shawn în timpul liceului.
- Winnie Guster (Phylicia Rashad) este mama lui Gus.
- Bill Guster (sezonul 2: Ernie Hudson; sezonul 3: Keith David) este tatăl lui Gus.
- Mr. Yang (Ally Sheedy) este un criminal în serie.
- Mary Lightly (Jimmi Simpson) este un psiholog al departamentului care a fost expert în cazurile criminalului Yang.
- Woody the Coroner (Kurt Fuller) este un legist al poliției cu care Shawn împărtășește un respect reciproc.
- Pierre Despereaux (Cary Elwes) este un hoț de artă canadian extrem de evaziv.
- Declan Rand (Nestor Carbonell) este un profiler bogat.
- Marlowe Viccellio (Kristy Swanson) este o femeie pe care Lassiter o întâlnește și mai târziu se căsătorește.
- Curt Smith (el însuși) este fostul cântăreț al trupei Tears for Fears.
- Frank O'Hara (William Shatner) este tatăl lui Juliet.
- Rachael (Parminder Nagra) este iubita lui Gus.
- Lloyd French (Jeffrey Tambor) este tatăl vitreg al lui Juliet.
- Harris Trout (Anthony Michael Hall) este un consultant special angajat de primar pentru a spori eficiența BPD.
- Betsy Brannigan (Mira Sorvino) preia funcția de nou detectiv șef atunci când Lassiter este promovat la șef.

## Episoade
| Sezon | Sezon                         | Episoade                      | Episoade                      | Lansare           | Lansare           | Lansare |
| Sezon | Sezon                         | Episoade                      | Episoade                      | Primul episod     | Ultimul episod    | Network |
| ----- | ----------------------------- | ----------------------------- | ----------------------------- | ----------------- | ----------------- | ------- |
|       | 1                             | 15                            | 15                            | 7 iulie 2006      | 2 martie 2007     | SUA     |
|       | 2                             | 16                            | 16                            | 13 iulie 2007     | 15 februarie 2008 | SUA     |
|       | 3                             | 16                            | 16                            | 18 iulie 2008     | 20 februarie 2009 | SUA     |
|       | 4                             | 16                            | 16                            | 7 august 2009     | 10 martie 2010    | SUA     |
|       | 5                             | 16                            | 16                            | 14 iulie 2010     | 22 decembrie 2010 | SUA     |
|       | 6                             | 16                            | 16                            | 12 octombrie 2011 | 11 aprilie 2012   | SUA     |
|       | 7                             | 14                            | 14                            | 27 februarie 2013 | 29 mai 2013       | SUA     |
|       | The Musical                   | The Musical                   | The Musical                   | 15 decembrie 2013 | 15 decembrie 2013 | SUA     |
|       | 8                             | 10                            | 10                            | 8 ianuarie 2014   | 26 martie 2014    | SUA     |
|       | The Movie                     | The Movie                     | The Movie                     | 7 decembrie 2017  | 7 decembrie 2017  | SUA     |
|       | The Movie 2: Lassie Come Home | The Movie 2: Lassie Come Home | The Movie 2: Lassie Come Home | 2020              | 2020              | Peacock |

## Producere
Show-ul este filmat în White Rock, Columbia Britanică, Canada pentru a portretiza Santa Barbara, California. Psych încorporează, de asemenea, Vancouver și diverse locații din partea de jos a provinciei Columbia Britanică pentru peisaje. Santa Barbara se află pe o coastă montană fără golfuri și are doar câțiva kilometri în largul insulelor Channel. Multe dintre fotografiile cu elicopterul și fotografiile amenajate (în care este arătat exteriorul Tribunalului Santa Barbara) sunt filmate de fapt în Santa Barbara. Segmentele animate „Marile aventuri ale micilor Shawn și Gus” au fost create de JJ Sedelmaier Productions, Inc. Muzica, efectele și designul sonor pentru „Marile aventuri ale micilor Shawn și Gus” au fost create de Fred Weinberg. 

### Piesa tematică
Piesa tematică pentru Psych este „I Know You Know” de The Friendly Indians, trupa creatorului seriei Steve Franks. Unele episoade din sezoanele trei-opt folosesc o versiune extinsă din „I Know You Know”, formată din primul vers și cor,  dar majoritatea episoadelor folosesc o versiune scurtată, constând în mare parte din cor. În unele episoade, melodia tematică este schimbată, de obicei ca legătură cu tema episodului care va urma. 

#### Variații
- Melodia a primit o temă de Crăciun pentru episodul „Gus’s Dad May Have Killed an Old Guy”. A fost folosit din nou în „Christmas Joy” (3.09) și în „The Polarizing Express ”.
- Piesa a fost cântată în spaniolă pentru „Lights, Camera... Homicidio” și „No Country for Two Old Men ”.
- A fost extinsă într-o versiune tematică Bollywood cântată în hindi în „Bollywood Homicide”, în timp ce fiecare dintre credite a fost afișat mai întâi în hindi, apoi în engleză.
- Boyz II Men au interpretat o versiune a cappella a temei pentru „High Top Fade Out”. A fost folosită din nou pentru episodul „Let's Doo-Wop It Again ”.
- În „Romeo and Juliet and Juliet”, creditele sunt traduse în chineză. Cu toate acestea, piesa tematică reală nu este editată.
- Curt Smith de la Tears for Fears a jucat în „Shawn 2.0” și-a înregistrat propria versiune a temei. De asemenea, Smith a înregistrat o melodie („This is Christmas”) pentru episodul „The Polarizing Express”.[15]
- Julee Cruise, care a înregistrat tema pentru Twin Peaks, a înregistrat o versiune mai lentă și extinsă a temei pentru episodul inspirat de Twin Peaks - „Dual Spiers ”.
- A fost înregistrată o versiune cu teme de super-erou pentru „The Amazing Psych-Man & Tap Man, Issue # 2 ”. Creditele au fost, de asemenea, refacute în stil de benzi desenate.
- Pentru episodul „Heeeeere’s Lassie ”, melodiei și creditelor li s-a oferit o temă similară cu The Shining.

Versiunile cântecului de Crăciun și hindi, de asemenea, includ variații ale creditelor. Episoadele cu temă hindi și chinezească au tradus fonetic cuvinte în caractere Devanagari și, respectiv, în caractere chineze, în secvențele lor de titlu. Secvența de titlu din episodul „Dual Spiers” este o recreație aproape identică filmată a secvenței din titlu a Twin Peaks. Episodul „100 Clues ” a prezentat o secvență de titlu principal complet nouă, bazată pe jocul de masă Clue. Numele și titlul actorului au fost afișate pe cărți de joc similare cu cele ale cărților suspecților din Clue. 

### Ananasul
În episodul „Pilot ”, James Roday a improvizat, ridicând un ananas și spunând: „Ar trebui să tai ăsta pentru drum?”. De atunci, ananasul a apărut în aproape fiecare episod ca o glumă constantă. Ananasul este un punct de marketing important pentru articole legate de serial pe site-ul USA Network. Mișcările fanilor, cum ar fi site-urile realizate de fani, au fost, de asemenea, dedicate găsirii unui ananas sau al unui obiect asemănător cu ananasul în fiecare episod.

### „Psych: the Musical”
Înainte de difuzarea sezonului 8, emisiunea a făcut un episod muzical special, de 88 de minute. Acest episod nu se încadrează cronologic în narațiune; există situații în episod care ar presupune că are loc cândva înainte de mijlocul sezonului 7. 

### Conferință după finalul serialului
După finalul serialului, în data de 26 martie 2014, USA Network a difuzat o conferință live. Specialul de o oră a fost găzduit de Kevin Pereira și a prezentat vedetele serialului și creatorul / producătorul executiv Steve Franks.

### „Psych: The Movie”
Pe 8 mai 2017, USA Network a anunțat Psych: The Movie, un film TV de două ore care a fost difuzat pe 7 decembrie 2017. Toată distribuția principală originală s-a întors pentru filmul TV, care a fost regizat de creatorul serialului, Steve Franks, și ecranizat de Frank și vedeta seriei, James Roday. Ulterior, Zachary Levi a fost anunțat pentru film, ca principalul antagonist, „Thin White Duke”, în timp ce Jazmyn Simon - logodnica lui Dulé Hill în viața reală - a interpretat-o pe Selene, un interes romantic pentru Gus. Pe 5 iulie 2017, Charlotte Flair a anunțat că va fi în Psych: The Movie ca Heather Rockrear.
Pe 28 iunie 2017, fostul invitat vedetă Ralph Macchio s-a alăturat distribuției, reprezentându-și rolul de Nick Conforth, ofițerul academiei de poliție care i-a antrenat pe Shawn și Gus în sezonul 5. Filmarile au fost făcute în perioada 25 mai - 18 iunie în Vancouver, Columbia Britanică. Ulterior a fost anunțat că Timothy Omundson va avea un rol redus din cauza unui accident vascular cerebral, dar va apărea în continuare.  În plus, Kurt Fuller, John Cena și Jimmi Simpson au confirmat că își reiau rolurile respective de Woody Strode, Ewan O'Hara și Mary Lightly. 

### „Psych 2: Lassie Come Home”
Pe 14 februarie 2019, a fost anunțat că filmului Psych: The Movie 2 i s-a dat undă verde și toată distribuția principală va reveni pentru filmul TV, care ar fi trebuit să aibă loc în 2019. Pe 18 aprilie 2019, a fost anunțat că Joel McHale se va alătura filmului TV, precum și Jimmi Simpson, reprezentând rolul său recurent ca Mary Lightly. Pe 17 septembrie 2019, a fost anunțat că continuarea a fost redenumită Psych 2: Lassie Come Home și se va transmite pe noul serviciu de streaming al NBCUniversal, Peacock. În consecință, filmul va debuta doar după lansarea serviciului de streaming. Într-un interviu din noiembrie 2019 cu Larry King, Timothy Omundson a dezvăluit că filmul se va învârti în jurul personajelor care se reunesc în sprijinul recuperării lui Lassie în urma unui accident vascular cerebral, reflectând un accident vascular cerebral al lui Omundson, ceea ce a dus la prezența sa redusă în Psych: The Movie.

## Recepție

### Ratinguri
Psych a obținut o notă de 4,51 puncte de rating și o medie de 6,1 milioane de telespectatori în premieră, ceea ce l-a facut serialul cu cea mai mare audiență în premieră pe cablu în 2006, în toate demografiile cheie (gospodării, P18-49, P25-54 și total de telespectatori), potrivit unui comunicat de presă al USA Network, citat în Critica Futon.

### Nominalizări și premii
Psych a fost câștigătorul premiului anual al Independent Investigations Group pentru „Excelență în divertisment” pentru avansarea cauzei științei și expunerea superstiției. Acceptând premiul pentru Psych a fost scriitorul de personal Daniel Hsia. James Roday a fost nominalizat la Premiul Satelit  în 2006 pentru cel mai bun actor la categoria Seriale TV Musical sau Comedie. James Roday a fost, de asemenea, nominalizat la Premiul Emmy în 2009 pentru cel mai bun actor într-o comedie. Psych a fost nominalizat la primul său premiu Emmy în 2010 la categoria Compoziție muzicală de excepție pentru un serial pentru episodul „Mr. Yin Presents...“.  Adam Cohen și John Robert Wood au fost compozitorii pentru acest episod. Psych a fost nominalizat la cel de-al doilea premiu Emmy, în 2012, la categoria „Realizări Creative Aparte în Media Interactivă ” pentru jocul lor interactiv „HashTag Killer”. În 2012 și 2013, Psych a fost nominalizat la People Choice Award pentru „Cea mai bună comedie prin cablu TV”. În 2014, Psych a câștigat premiul „People's Choice Award ” pentru „Cea mai bună comedie prin cablu TV” în ultima sa nominalizare. 

## Home media
| Titlu                     | Ep #        | Regiunea 1         | Regiunea 2        | Regiunea 4        |
| ------------------------- | ----------- | ------------------ | ----------------- | ----------------- |
| Primul sezon complet      | 15          | 26 iunie 2007      | 24 aprilie 2008   | 30 aprilie 2008   |
| Al doilea sezon complet   | 16          | 11 iulie 2008      | 7 iunie 2010      | 3 martie 2010     |
| Al treilea sezon complet  | 16          | 21 iulie 2009      | 21 februarie 2011 | 2 martie 2011     |
| Al patrulea sezon complet | 16          | 13 iulie 2010      | 18 iulie 2011     | 22 august 2012    |
| Al cincilea sezon complet | 16          | 31 mai 2011        | 21 mai 2012       | 5 septembrie 2013 |
| Colecția Psych-O-Ween     | 4           | 11 septembrie 2012 | TBA               | TBA               |
| Al șaselea sezon complet  | 16          | 16 octombrie 2012  | 26 iulie 2013     | 14 august 2014    |
| Al 7-lea sezon complet    | 14          | 8 octombrie 2013   | 11 iulie 2016     | TBA               |
| Psych: The Musical        | 4           | 17 decembrie 2013  | TBA               | TBA               |
| Al optulea sezon complet  | 10          | 1 aprilie 2014     | TBA               | TBA               |
| Seria completă            | 122         | 7 octombrie 2014   | TBA               | TBA               |
| Colecția completă         | 122, 1 film | 3 iulie 2018       | TBA               | TBA               |

## Romane
William Rabkin a scris și a publicat cinci romane bazate pe serie. Romanele sunt scrise în stil narativ la a treia persoană. În plus, Chad Gervich a publicat un ghid de combatere a criminalității bazat pe metodele prezentate în serial. 
| Autor          | Titlu                                                       | ISBN          | Data publicării  |
| -------------- | ----------------------------------------------------------- | ------------- | ---------------- |
| William Rabkin | A Mind Is a Terrible Thing to Read                          | 0-451-22635-6 | 6 ianuarie 2009  |
| William Rabkin | Mind Over Magic                                             | 0-451-22744-1 | 7 iulie 2009     |
| William Rabkin | The Call of the Mild                                        | 0-451-22876-6 | 5 ianuarie 2010  |
| William Rabkin | A Fatal Frame of Mind                                       | 0-451-23159-7 | 3 august 2010    |
| William Rabkin | Mind-Altering Murder                                        | 0-451-23252-6 | 1 februarie 2011 |
| Chad Gervich   | Psych's Guide to Crime Fighting for the Totally Unqualified | 1-455-51286-9 | 7 mai 2013       |